# Notiphila australis
Notiphila australis är en tvåvingeart som beskrevs av Friedrich Hermann Loew 1860. Notiphila australis ingår i släktet Notiphila och familjen vattenflugor. Inga underarter finns listade i Catalogue of Life.